# اجتياحات ريف دمشق
اجتياحات ريف دمشق هيَ سلسلة من الحصارات العسكريَّة التي شنتها السلطات السوريَّة على بلدات مُختلفة في محافظة ريف دمشق خلال عام 2011 رداً على حركة الاحتجاجات العنيفة فيها. كانت أولى بلدات ريف دمشق التي حوصرت هيَ دوما عندما دخلها الجيش السوري يوم 25 أبريل، لكن سُرعان ما تبعتها بلدات مختلفة أخرى في المحافظة منها المعضمية وداريا ومضايا وغيرها.

## الخلفيَّة
خرجت أولى المُظاهرات المناهضة للنظام في محافظة ريف دمشق يوم 25 مارس تحت شعار جمعة العزة، عندما شهدت عدة بلدات مظاهرات هيَ كفرسوسة والتل ومعضمية الشام، بالإضافة إلى دوما التي انضمَّت إليهم باعتصام بعدَ منتصف الليل - فضه الأمن لاحقاً - في اليوم ذاته. وبعدَ ذلك انقطعت المظاهرات في المحافظة حتى يوم الجمعة 1 أبريل عندما عادت الحركة الاحتجاجيَّة للظهور مجدداً في بلدات كفرسوسة ودوما وداريا، ثمَّ تجددت اعتصامات دوما 4 مرَّات خلال أسبوع 2 - 8 أبريل، وشاركتها بذلك عربين يوم 3 أبريل والكسوة يوم 4 أبريل والمعضمية وحرستا يوم 5 أبريل وداريا يوم 7 أبريل، ثم أخيراً كان يوم الجمعة 8 أبريل انفجاراً في مظاهرات المنطقة. فقد شهد يوم الجمعة ذاك مظاهرات في بلدات دوما وحرستا وعربين وسقبا وزملكا والتل والكسوة والمعضميَّة وداريا، وهتفت بعضها بإسقاط النظام.

## داريا
بدأت الحواجز الأمنيَّة بالانتشار في داريا منذ يوم «الجمعة العظيمة» 22 أبريل، عندما أخذت كل يوم تزداد تدريجياً وتزحف أكثر نحو وسط البلدة. وقد دخل الأمن إليها صباحَ يوم «جمعة الغضب» 29 أبريل ووضعَ فيها الحواجز، واعتقل بعض المواطنين بحسب ناشط. وبالرغم من هذا خرجت بعدَ صلاة الجمعة مظاهرة شارك فيها حوالي ألف شخص، انفضت لاحقاً عند الثالثة ظهراً، وبعدَ ذلك عادت الأوضاع لطبيعتها في البلدة معَ أن الكثافة الأمنية ظلت عالية فيها. وأخيراً حاصرها الجيش في يوم الأحد 1 مايو وقطع عنها كافة الاتصالات، ومنع الدخول والخروج إليها. كما عاودت قوَّات الجيش والأمن دخولها فجرَ الإثنين 9 مايو.

## قطنا
حاصرت قوَّات الأمن مدينة قطنا فجر يوم السبت 16 يوليو ودخلتها بقوات تتألف من 20 دبابة وحافلات عديدة تقل رجال الأمن، وبدأت حملة عنيفة فيها، إذ تضمَّنت الحملة بحسب ناشطين إطلاق نار عشوائيٍّ في الشوارع، تسبَّب بمقتل رضيع وإصابة أمه، بالإضافة إلى حملات مُداهمات واعتقالات مختلفة أصيب خلالها 4 مواطنين. كما وضعت حواجز أمنيَّة عديدة عند مداخل المدينة، ومنعت الدخول والخروج منها وإليها. ولاحقاً ارتفع عدد القتلى الإجماليِّ إلى 6 مدنيين.

## الزبداني
حاصرَ في صباح يوم الأحد 17 يوليو حوالي 2,000 جندي تابعين للفرقة الرابعة من الجيش السوري مدينة الزبداني مسلحين بدبابات وآليَّات عسكريَّة أخرى حسب «لجان التنسيق المحلية في سوريا» (جهة إعلامية تشكلت لتغطية الاحتجاجات)، في حين قطعت خدمات الكهرباء والاتصالات تماماً عنها. وبعدَ هذا التطويق بدأت قوَّات تضمُّ دبابات ومدرعات عسكرية بدخول المدينة، وأخذت بشن حملة اعتقالات فيها شملت عمليات مداهمات وتفتيشاً للمنازل، وانتهت باعتقال
أكثر من 50 شخصاً.

## كناكر
بدأت في الساعة الثانية فجراً يوم الأربعاء 27 يوليو حملة أمنية على بلدة كناكر في ريف دمشق بقطع الماء والكهرباء والاتصالات عنها ثمَّ حصار 14 دبابة لها بحسب المرصد السوري لحقوق الإنسان، بينما دخلتها 4 دبابات أخرى وجرافة تابعة لقوات الأمن والجيش، في وقت حاولَ الأهالي إحراق إطارات السيَّارات في الشوارع ورشق قوَّات الجيش بالحجارة لمنعها من دخول البلدة. وإثرَ هذه الحملة وإطلاق النار الذي تبعها فقد سقط بالمجمل 11 قتيلاً خلالها بينهم طفل، في حين نقل الجرحى والقتلى إلى المساجد التي أصبحت أشبه بـ«المستشفيات المدنية» حسب المرصد السوري. أما حملات الاعتقالات فقد انتهت بإلقاء القبض على حوالي 300 شخص من أهالي البلدة غالبيتهم ممن تراوح أعمارهم بين 15 و40 عاماًَ، وقد نقلوا إلى خارجها بـ11 حافلة أمنية، ونظراً إلى عدد سكان بلدة كناكر الإجمالي فإن عدد المعتقلين يُعادل أكثر من 1% من سكانها.